# クローバースタジオ
クローバースタジオ株式会社（英: Clover Studio Co., Ltd.）は、かつて存在した家庭用ゲームソフトの企画・開発を行っていた日本の企業。株式会社カプコンの完全子会社であった。

## 概要
2004年時点の開発部門の一部を分社化し、クローバースタジオ株式会社を設立。代表取締役社長には、カプコン第4開発部をうけもち、ゲームキューブ『ビューティフルジョー』やXbox『鉄騎』シリーズ、ゲームボーイアドバンス『逆転裁判』シリーズを手掛けた稲葉敦志が就任。設立時に参加していたのはカプコン出身のスタッフのみであった。
2006年10月12日付でカプコンより「グループ全体の選択と集中により、効率的な開発展開を図るため」として解散の告知が出され、2007年3月31日に会社の解散および清算が結了した。
なお、解散の発表に前後し、初代社長であった稲葉敦志が2006年6月に退職して「SEEDS（後のプラチナゲームズ）」を設立したことが明らかにされている。

## 主な開発作品
- ビューティフル ジョー
- 大神（PS2版）
- GOD HAND